# Griselio Torresola
Griselio Torresola (Jayuya, 1925 – Washington, 1º novembre 1950) è stato un criminale portoricano.
Ha partecipato, assieme a Oscar Collazo, al tentativo di assassinio del presidente degli Stati Uniti Harry Truman. Durante il fallito attentato al presidente Torresola ferì la guardia privata della Casa Bianca, Leslie Coffelt, e altri due poliziotti. Nella sparatoria rimase ferito mortalmente alla testa da una pallottola sparata proprio dallo stesso Leslie Coffelt.